# Донской государственный аграрный университет
Донской государственный аграрный университет (Донской ГАУ) — сельскохозяйственное высшее учебное заведение в Ростовской области.
В 2014 году к университету были присоединены Новочеркасская государственная мелиоративная академия и Азово-Черноморская государственная агроинженерная академия. На базе Донского ГАУ создан объединённый университет, который выпускает специалистов для агропромышленного комплекса и смежных отраслей экономики.
В оперативном управлении университета находятся 313 зданий и сооружений общей площадью свыше 316,4 тыс. кв.м, из них учебно-лабораторные — 203,2 тыс. кв.м. Общая площадь земельных участков — 8031,55 га.
В Национальном рейтинге вузов Российской Федерации (опубликован МИА «Россия сегодня» в декабре 2018 года) Донской государственный аграрный университет занимает пятую позицию в номинации «Сельскохозяйственные вузы». В рейтинге международной информационной группы «Интерфакс» (опубликован в июне 2019 года) университет занимает девятую позицию среди аграрных вузов России, при этом лидирует в категории «Социализация» и занимает третье место в категории «Исследования».

## История
Донской государственный аграрный университет ведёт свою историю с 1840 года. Тогда в предместье Варшавы была открыта ветеринарная школа, трансформировавшаяся в высшее учебное заведение — ветеринарный институт, который во время Первой мировой войны был переведен в Новочеркасск. Параллельно в станице Персиановская с 1907 года успешно развивалось агрономическое учебное заведение.
В 1962 году, после ряда реформ и переименований, зооветеринарный и агрономический институты были объединены в Донской сельскохозяйственный институт (ДСХИ) в станице Персиановская. В 1993 году он получил высший для учебного заведения статус университета.
За годы существования Донской государственный аграрный университет подготовил более 130 тысяч специалистов, которые внесли весомый вклад в развитие российской аграрной науки и производства. За заслуги по подготовке высококвалифицированных кадров для сельского хозяйства Указом Президиума Верховного Совета СССР от 27.10.1966 года вуз был награждён орденом Трудового Красного Знамени.

## Руководители
Ветеринарное направление:
- 1840—1841 — Фридрих Якоб (директор)
- 1841—1853 — Эдвард Островский (директор)
- 1853—1862 — Отто Эйхлер (директор)
- 1862—1873 — Пётр Зейфман (директор)
- 1873—1889 — Василий Григорьевич Сенцов (директор)
- 1890—1904 — Григорий Александрович Чуловский (директор)
- 1904—1907 — Иван Михайлович Садовский (директор)
- 1907—1912 — Иван Николаевич Ланге (директор)
- 1913—1916 — Павел Александрович Захаров (директор)
- 1916—1921 — Николай Николаевич Мари (директор)
- 1921—1922 — Леонид Степанович Пирогов (ректор)
- 1922—1923 — Порфирий Николаевич Лащенко (ректор)
- 1923—1924 — Николай Аркадьевич Раевский (ректор)
- 1924—1925 — Михаил Андреевич Арнольдов (ректор)
- 1925—1929 — Теплоухов (ректор)
- 1929—1931 — Митрофан Михайлович Синицын (ректор)
- 1932—1933 — Д. Ф. Громков (ректор)
- 1934—1937 — Н. В. Шлычков (ректор)
- 1937—1938 — П. И. Жеребцов (директор)
- 1938—1939 — Митрофан Тихонович Скородумов (директор)
- 1939 — В. К. Голосов (директор)
- 1939—1948 — Тит Петрович Протасеня (директор)
- 1948—1949 — Яков Петрович Шлипаков (директор)
- 1950—1954 — Василий Филиппович Бессарабов (директор)
- 1954 — Александр Васильевич Басов (директор)
- 1954—1957 — Михаил Максимович Сенькин (директор)
- 1957—1960 — Василий Степанович Рягузов (директор)
- 1960—1962 — Пантелеймон Ефимович Ладан

Агрономическое направление:
- 1907—1916 — Михаил Петрович Зубрилов (директор)
- 1916—1923 — Владимир Мартынович Арциховский (директор)
- 1923—1929 — Павел Александрович Кашинский (директор)
- 1930—1932 — С. К. Карпенко (директор)
- 1932—1934 — Иван Сергеевич Кравцов (директор)
- 1934—1938 — Д. В. Черепашенко (директор)
- 1938—1939 — Иван Васильевич Краснов (директор)
- 1939—1941 — Моисей Калинович Емец (директор)
- 1941—1942 и 1943—1945 — Иван Павлович Копосов (директор)
- 1942—1943 — Валериан Дмитриевич Знаменский (директор)
- 1945—1947 — Максим Степанович Лукьянов (директор)
- 1947—1953 — Федор Яковлевич Ляпин (директор)
- 1954—1960 — Владимир Тмофеевич Украинский (директор)
- 1960—1962 — Алексей Иванович Михалин (директор)

Объединенный вуз:
- 1962—1980 — Пантелеймон Ефимович Ладан[3]
- 1980—2002 — Владимир Иванович Степанов
- 2002—2013 — Анатолий Иванович Бараников
- 2013—2019 — Александр Иванович Клименко
- 2020—н.в. — Владимир Христофорович Федоров

## Деятельность
Донской ГАУ представляет собой крупный региональный центр аграрного образования, который осуществляет подготовку специалистов по образовательным программам высшего, среднего профессионального и дополнительного профессионального образования, ведет научные исследования, вносит весомый вклад в развитие экономики, науки, техники и технологии агропромышленного комплекса Ростовской области, Южного федерального округа и Российской Федерации в целом.
В университете работают три диссертационных совета по защите докторских и кандидатских диссертаций:
- диссертационный совет Д.220.028.01 (сельскохозяйственные науки, головной вуз);
- диссертационный совет Д 999.021.02 (технические науки, Азово-Черноморский инженерный институт Донского ГАУ — Ставропольский государственный аграрный университет);
- диссертационный совет Д 999.214.02 (технические и сельскохозяйственные науки, Новочеркасский инженерно-мелиоративного института — ФГБНУ «Российский научно-исследовательский институт проблем мелиорации»).

В университете с учётом филиалов обучаются свыше 10 000 студентов. Одним из приоритетных направлений деятельности вуза в образовательной сфере является развитие практикоориентированного обучения в сотрудничестве с крупными агропредприятиями и научными центрами. В числе партнеров образовательного учреждения — агрохолдинги «Мираторг», «Юг Руси», «Степь», группа агропредприятий «Ресурс», «Группа Агроком», «Агрокомплекс» им. Н. И. Ткачёва, МХК «Еврохим», компании «Ростсельмаш» и «Брянсксельмаш», другие лидеры аграрного сектора России. Кроме того, студенты проходят практику в сельхозпредприятиях европейских стран — Германия, Франция.
В Донском ГАУ обучаются более 500 иностранных граждан из 13 стран (данные на 01.01.2019 года), в том числе дальнего зарубежья — Республики Замбия, Исламской Республики Афганистан, Федеративной Республики Нигерия, Исламской Республики Пакистан, Арабской Республики Египет. На базе филиала вуза работает подготовительное отделение для иностранных абитуриентов, в рамках которого ведется подготовка слушателей по русскому языку и профильным дисциплинам.
Институт непрерывного образования (ИНО) Донского ГАУ осуществляет подготовку по программам повышения квалификации, программам профессиональной переподготовки, программам профессионального обучения и дополнительным общеразвивающим программам. Ежегодно предоставляемыми ИНО дополнительными образовательными услугами пользуются свыше 4 тысяч слушателей, большинство из которых — работники агропромышленного комплекса.

## Направления подготовки и специальности
Университет осуществляет подготовку по 115 направлениям подготовки и специальностям высшего и среднего профессионального образования.
Основные образовательные программы высшего образования:
- Экология и природопользование (бакалавриат, магистратура)
- Биотехнология (бакалавриат)
- Продукты питания из растительного сырья (бакалавриат)
- Продукты питания животного происхождения (бакалавриат, магистратура)
- Технология продукции и организация общественного питания (бакалавриат)
- Ветеринария (специалитет)
- Ветеринарно-санитарная экспертиза (бакалавриат, магистратура)
- Зоотехния (бакалавриат, магистратура)
- Агрохимия и агропочвоведение (бакалавриат, магистратура)
- Агрономия (бакалавриат, магистратура)
- Садоводство (бакалавриат, магистратура)
- Агроинженерия (бакалавриат, магистратура)
- Технология производства и переработки сельскохозяйственной продукции (бакалавриат)
- Водные биоресурсы и аквакультура (бакалавриат)
- Гидромелиорация (бакалавриат)
- Ландшафтная архитектура (бакалавриат, магистратура)
- Лесное дело (бакалавриат, магистратура)
- Природообустройство и водопользование (бакалавриат, магистратура)
- Землеустройство и кадастры (бакалавриат, магистратура)
- Экономика (бакалавриат, магистратура)
- Менеджмент (бакалавриат, магистратура)
- Товароведение (бакалавриат)
- Бизнес-информатика (бакалавриат)
- Сервис (бакалавриат)
- Строительство (бакалавриат, магистратура)
- Теплоэнергетика и теплотехника (бакалавриат, магистратура)
- Электроэнергетика и электротехника (бакалавриат, магистратура)
- Технология транспортных процессов (бакалавриат, магистратура)
- Наземные транспортно-технологические комплексы (бакалавриат, магистратура)
- Эксплуатация транспортно-технологических машин и комплексов (бакалавриат, магистратура)
- Нефтегазовое дело (бакалавриат)
- Техносферная безопасность (бакалавриат)

## Известные выпускники
- Авилов Вячеслав Михайлович
- Алабушев Андрей Васильевич
- Бессонов Андрей Стефанович
- Бондаренко Иван Афанасьевич
- Василенко Вячеслав Николаевич
- Ермоленко Виталий Петрович
- Кручина Николай Ефимович
- Ладан Пантелеймон Ефимович
- Лысенко Евгений Григорьевич
- Минеев Василий Григорьевич
- Никонов Виктор Петрович
- Резников Вадим Федотович
- Третьяков Александр Дмитриевич